# 八部眾
八部眾，又稱八部、八眾。八部眾有三種常見的說法，一是指天、龍等八種神怪，即天龍八部，又稱八部鬼神、諸天龍神八部；另一說法指四天王所率領的八種鬼神，即八部鬼眾；最後一種是世間八部眾。

## 天龍八部
包括：一天，二龙，三夜叉，四乾闥婆，五阿修罗，六迦楼罗，七紧那罗，八摩睺罗伽等，以天部及龍部為首，故稱天龍八部。

## 八部鬼眾
為四大天王統領的部眾，分別為乾闥婆（樂神）、毘舍闍（食血肉鬼、啖精氣鬼）、鳩槃荼（甕形、冬瓜鬼）、薛荔多（餓鬼、祖父鬼）、那伽蛇神（神龍）、富單那（熱病鬼）、夜叉（勇健鬼）、羅剎（捷疾鬼）。

## 世間八部眾
一者剎帝利（Khattiya-parisā）、二者婆羅門（brāhmaṇa-parisā）、三者居士（gahapati-parisā）、四者沙門（samaṇa-parisā）、五者四大天王（cātumahārājika-parisā）、六者忉利天（tāvatiṃsa-parisā）、七者魔羅（māra-parisā）、八者梵天（brahma-parisā），於人趣、天趣各立四眾。出自《阿含經》。
剎利眾、婆羅門眾、居士眾、沙門眾、比丘眾、比丘尼眾、優婆塞眾、優婆夷眾，是名八眾。出自《十誦律》。
比丘、比丘尼、優婆塞、優婆夷、諸天、帝釋、魔、梵王。出自《四分律》。